# جيمس أوتو لويس

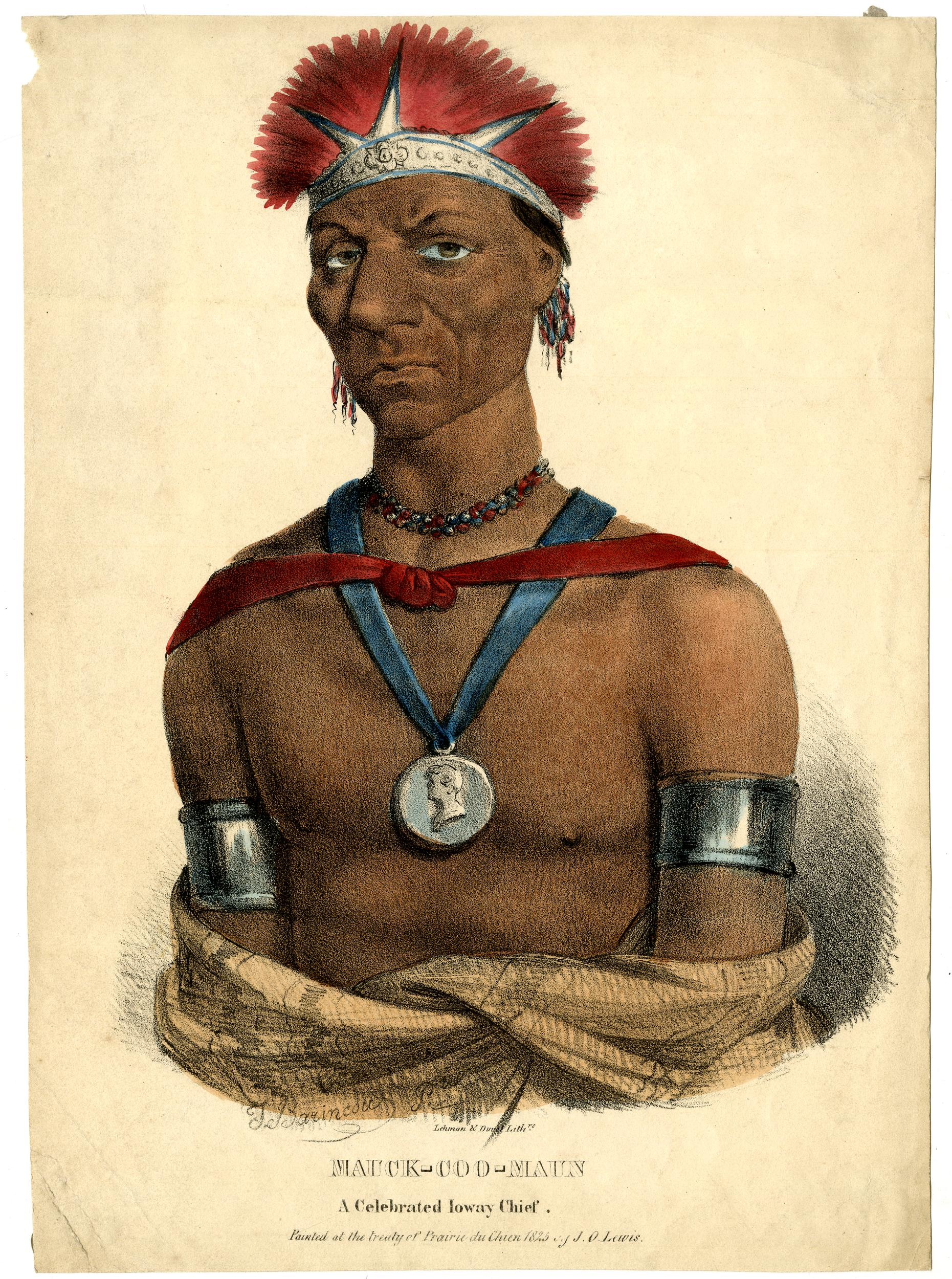

جيمس أوتو لويس (بالإنجليزية: James Otto Lewis)‏ هو رسام أمريكي، ولد في 3 فبراير 1799 في فيلادلفيا في الولايات المتحدة، وتوفي في 1858 في نيويورك في الولايات المتحدة.